# 塞克·萊德
塞克·萊德（英語：Zack Ryder，1985年5月14日—），本名馬修·布雷特·卡爾多納（英語：Matthew Brett Cardona），是美國的職業摔角選手及歌手，以前隸屬於世界摔角娛樂，現以自由人身份在獨立圈演出，並以其真名 Matt Cardona 作為擂台名。塞克·萊德在獨立圈與世界摔角娛樂初期時，多以雙打形式出場，而他也成功成為WWE雙打冠軍。2009年團體分裂後，塞克·萊德在世界摔角娛樂的出場減少。2011年開始，塞克·萊德開始使用各種社群網站建立一個小眾的粉絲追蹤，以提升他在世界摔角娛樂的地位，好讓他有機會挑戰WWE美國冠軍。2013年2月，塞克·萊德的第一張單曲Hoeski在iTunes流行音樂排行榜上達到了92名。前任WWE洲際冠軍，在第35屆摔角狂熱大賽上與Curt Hawkins奪得WWE RAW Tag Team Champion。

## 冠軍及成就

### 職業摔角畫報
- PWI 500-第70名（2012年）[6]

### 世界摔角聯盟 / 世界摔角娛樂
- WWE雙打冠軍（一次、與科特·哈金斯（英语：Curt Hawkins））[7]
- WWE美國冠軍（一次）[8]
- 衝擊大賞年度最討厭口頭禪（2010年；Woo Woo Woo You Know It）[9]
- 衝擊大賞年度潮流巨星（2011年）[10]
- 衝擊大賞年度最佳巨星轉型（2011年）[10]
- WWE洲際冠軍（一次）
- WWE RAW雙打冠軍（一次、與科特·哈金斯（英语：Curt Hawkins））